# ウィーン・ペンツィング - ウィーン・マイドリング線

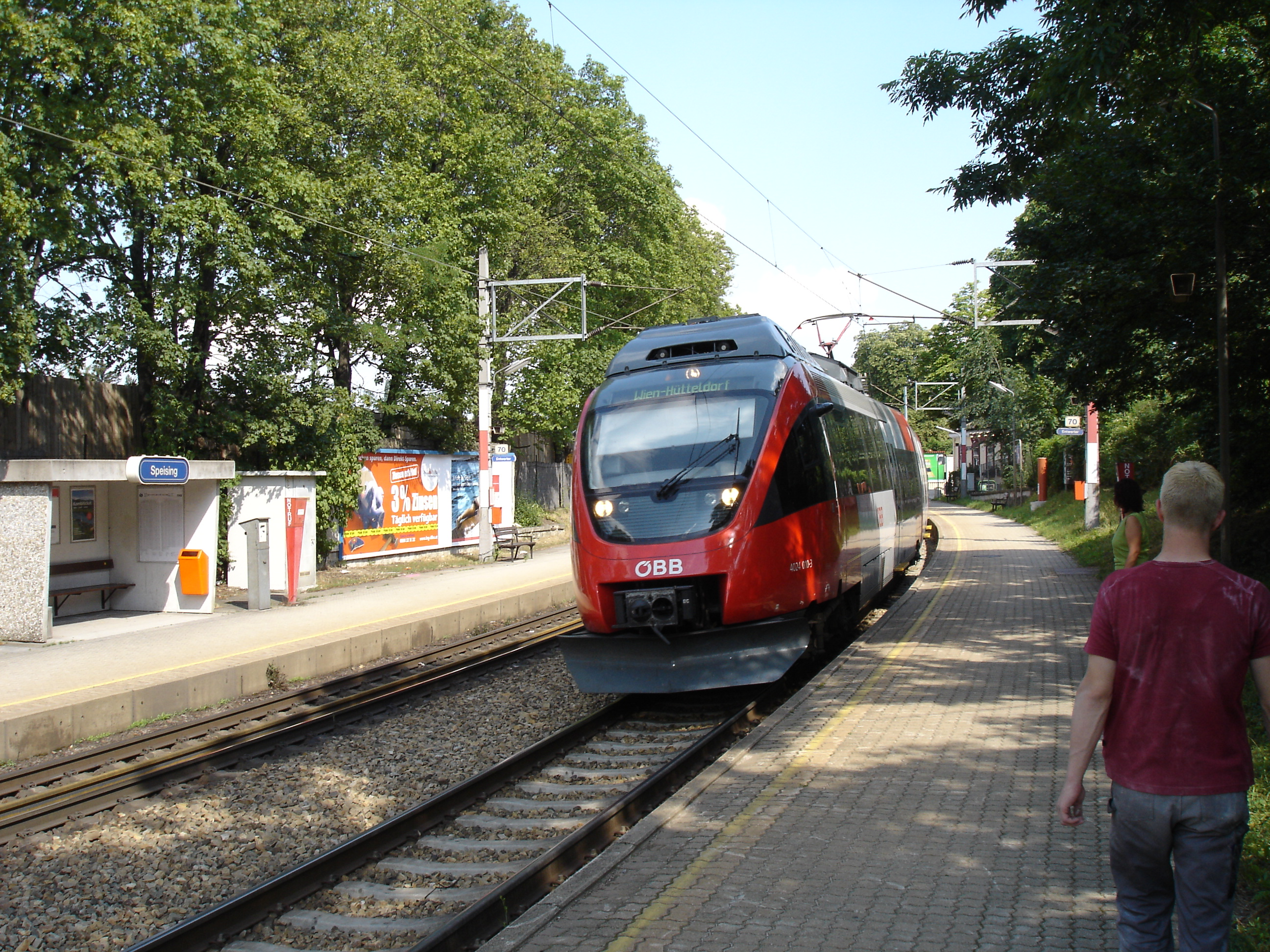
ウィーン・シュパイジング駅

ウィーン・ペンツィング - ウィーン・マイドリング線（ウィーン・ペンツィング - ウィーン・マイドリングせん、Bahnstrecke Wien Penzing–Wien Meidling）は、オーストリア連邦鉄道の鉄道路線である。ウィーン市内のウィーン・ペンツィング駅とウィーン・マイドリング駅を結ぶ。

## 駅一覧
| 駅名                         | 接続路線                                                                                                | 所在地         |
| ---------------------------- | --- | -------------- |
| ウィーン・ペンツィング駅     | オーストリア西部鉄道（ウィーン西駅方面、ザルツブルク方面） 郊外線（ウィーン・ハイリゲンシュタット方面） | ペンツィング   |
| ヒュッテルドルフ1分岐点      | （ウィーン・ヒュッテルドルフ方面）                                                                      | ペンツィング   |
| ラインツ駅                   | | ヒーツィング   |
| ウィーン・シュパイジング駅   | | シュパイジング |
| マキシング駅                 | | シュパイジング |
| オーバー・ヘッツェンドルフ駅 | オーストリア南部鉄道（ザンクト・ペルテン方面）                                                          | マイドリング   |
| ウィーン・マイドリング駅     | ウィーンSバーン本線（方面） オーストリア南部鉄道（ウィーン中央駅方面）                                  | マイドリング   |